# NK Croatia '78 Žakanje
Nogometni klub Croatia Žakanje osnovan je 1978. godine kao prvi klub u Hrvatskoj koji je tada ponio takvo ime. Danas klub broji 110 članova, aktivnih nogometaša u pet uzrasne selekcije i natječe se u prvoj županijskoj nogometnoj ligi. Najveći uspjeh kluba bilo je sudjelovanje u trećoj hrvatskoj ligi u sezoni 1992./93. Klub posjeduje vlastiti prostor s obnovljenim nogometnim igralištem.
Tijekom svog postojanja klub je ugostio i bio gost sljedećih momčadi: GNK Dinamo Zagreb, HNK Hajduk Split, HNK Rijeka, NK Hamilton Croatia, NK Bela Krajina, CMC Publikum Celje, Hrvatska reprezentacija do 18 godina i dr.

## Prijašnja imena kluba
- NK Croatia Brihovo
- NK Zadom Croatia

## Plasmani po sezonama
| Sezona    | Liga                                | Plasman                            |
| --------- | ----------------------------------- | ---------------------------------- |
| 1993./94. | 4. HNL NS Zagrebačke regije         | 6. mjesto (Zadom-Croatia Žakanje)  |
| 1994./95. | 4. HNL NS Zagrebačke regije (zapad) | 13. mjesto (Zadom-Croatia Žakanje) |
| 1995./96. | 3. HNL – Središte (zapad)           | 18. mjesto                         |
| 1996./97. | 1. ŽNL Karlovačka                   | 3. mjesto                          |
| 1997./98. | 1. ŽNL Karlovačka                   | 8. mjesto                          |
| 1998./99. | 1. ŽNL Karlovačka                   | 10. mjesto                         |
| 1999./00. | 1. ŽNL Karlovačka                   | 2. mjesto                          |
| 2000./01. | 1. ŽNL Karlovačka                   | 5. mjesto                          |
| 2001./02. | 1. ŽNL Karlovačka                   | 6. mjesto                          |
| 2002./03. | 1. ŽNL Karlovačka                   | 6. mjesto                          |
| 2003./04. | 1. ŽNL Karlovačka                   | 7. mjesto                          |
| 2004./05. | 1. ŽNL Karlovačka                   | 4. mjesto                          |
| 2005./06. | 1. ŽNL Karlovačka                   | 2. mjesto                          |
| 2006./07. | 4. HNL – Središte A                 | 13. mjesto                         |
| 2007./08. | 4. HNL – Središte A                 | 15. mjesto                         |
| 2008./09. | 1. ŽNL Karlovačka                   | 9. mjesto                          |
| 2009./10. | 1. ŽNL Karlovačka                   | 11. mjesto                         |
| 2010./11. | 1. ŽNL Karlovačka                   | 4. mjesto                          |
| 2011./12. | 1. ŽNL Karlovačka                   | 6. mjesto                          |
| 2012./13. | 1. ŽNL Karlovačka                   | 13. mjesto                         |
| 2013./14. | 1. ŽNL Karlovačka                   | 8. mjesto                          |
| 2014./15. | 1. ŽNL Karlovačka                   | 8. mjesto                          |
| 2015./16. | 1. ŽNL Karlovačka                   | 8. mjesto                          |
| 2016./17. | 1. ŽNL Karlovačka                   | 7. mjesto                          |
| 2017./18. | 1. ŽNL Karlovačka                   | 5. mjesto                          |
| 2018./19. | 1. ŽNL Karlovačka                   | 3. mjesto                          |
| 2019./20. | 1. ŽNL Karlovačka                   | 3. mjesto                          |
| 2020./21. | 1. ŽNL Karlovačka                   | 5. mjesto                          |
| 2021./22. | 1. ŽNL Karlovačka                   | 2. mjesto                          |
| 2022./23. | 1. ŽNL Karlovačka                   | 6. mjesto                          |
| 2023./24. | 1. ŽNL Karlovačka                   | 3. mjesto                          |
| 2024./25. | 1. ŽNL Karlovačka                   | 2. mjesto                          |

## Vanjske poveznice
- Web stranice  Arhivirana inačica izvorne stranice od 1. rujna 2010. (Wayback Machine)
- Poveznica na grb kluba.
- Profil, HNS Semafor